# ساران (بستان‌آباد)
ساران یکی از روستاهای استان آذربایجان شرقی است که در دهستان مهران‌رود جنوبی بخش مرکزی شهرستان بستان‌آباد واقع شده است.

## موقعیت
وضعیت طبیعی این روستا، کوهستانی تپه‌ای می‌باشد. این روستا در دامنه کوه به صورت شیب‌دار واقع شده است که دارای حدود ۵۰ خانوار و جمعیت حدود بر ۳۳۳ نفر می‌باشد.
از مهم‌ترین چشمه‌های آن کهریز بوده که در تمام فصول سال دارای آب می‌باشد. همچنین رودخانه بؤیوک چای (رودخانه بزرگ) که از دامنه‌های کوه سهند سرچشمه می‌گیرد نیز در نزدیک این روستا قرار دارد.

## اقتصاد
اقتصاد روستای ساران همانند بیشتر روستاهای ایران از کشاورزی، دامداری، باغداری و طیور است. محصولات کشاورزی روستای ساران را سیب زمینی، هویج، عدس، نخود، گندم است دامداری روستای ساران به صورت سنتی بوده ودام‌های اهلی همانند گاو شیری و گوشتی، گوسفند مادر و قوچ نگهداری می‌شود. نگهداری طیور در این روستا فقط برای مصرف خانگی است.

## گالری تصاویر روستای ساران

روستای ساران در زمستان
روستای ساران در زمستان
کهریز چشمه روستای ساران